# Пирятин (Ровненская область)
Пирятин (укр. Пирятин) — село в Повчанской сельской общине Дубенского района Ровненской области Украины.
Население по переписи 2001 года составляло 423 человека. Почтовый индекс — 35643. Телефонный код — 3656. Код КОАТУУ — 5621683905.